# ألكسندرا شيفتشينكو
ألكسندرا شيفشينكو (بالأوكرانية: Олександра Шевченко) (بالأوكرانية: Олександра Шевченко) هي أحد الأعضاء المؤسسين للجمعية الأوكرانية النسوية فيمن، زادت شهرة ألكسندرا عقب قيامها باحتجاجات وإضرابات في جميع أنحاء العالم وهي عارية تماما وذلك احتجاجا على كل مظاهر النظام الأبوي وخاصة الدكتاتورية والدين ثم صناعة الجنس.

## النشأة
ولدت شيفتشينكو ونشأت في خميلنيتسكي بأوكرانيا.

## فيمن

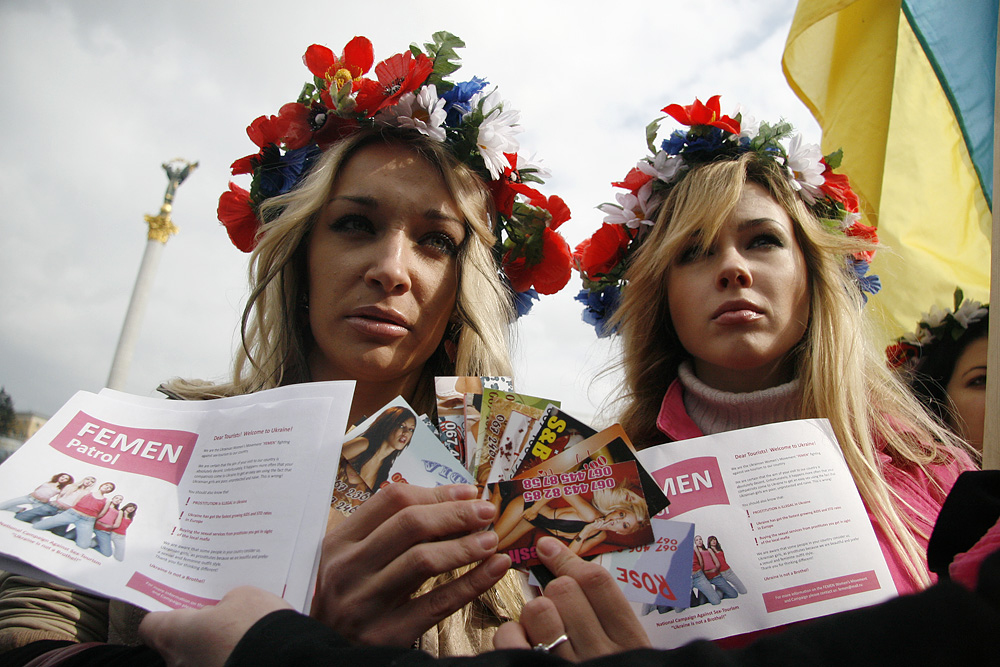
شيفتشينكو (يمين) رفقة إينا شيفتشينكو في 17 نيسان/أبريل 2010 خلال التحضير لحملة كييف

شكلت آنا هوتسل فيمن في كييف في 10 نيسان/أبريل 2008 مع صديقين لها من مسقط رأسهم في خميلنيتسكي وهما ألكسندرا شيفشينكو وأوكسانا شاشكو. في البداية فكر الثلاثي في القيام باحتجاجات ضد بعض القضايا فقط ولكن سرعان ما تطور الوضع وتحول لتظاهرات كبيرة واحتجاجات ضخمة ضد الاستغلال الجنسي للمرأة الأوكرانية. في أواخر آب/أغسطس 2009 أصبحت أوكسانا شاشكو أول عضو في المجموعة تُعري ثدييها خلال احتجاج، ولكن هذا النهج لم يبدأ فعليا حتى عام 2010 حيث أصبح التكتيك المعتاد لمجموعة فيمن خلال المظاهرات وقد بُرر باعتبار أن هذه هي الطريقة الوحيدة للفت انتباه واهتمام وسائل الإعلام المحلية والعالمية ومن دونها لن تصل الرسالة.
في عام 2011 بدأت وكالات الأنباء العالمية بإيلاء المزيد من الاهتمام إلى هذه المجموعة غير العادية والتي تضم متظاهرات نسويات غير عاديات وخارجات عن المألوف.

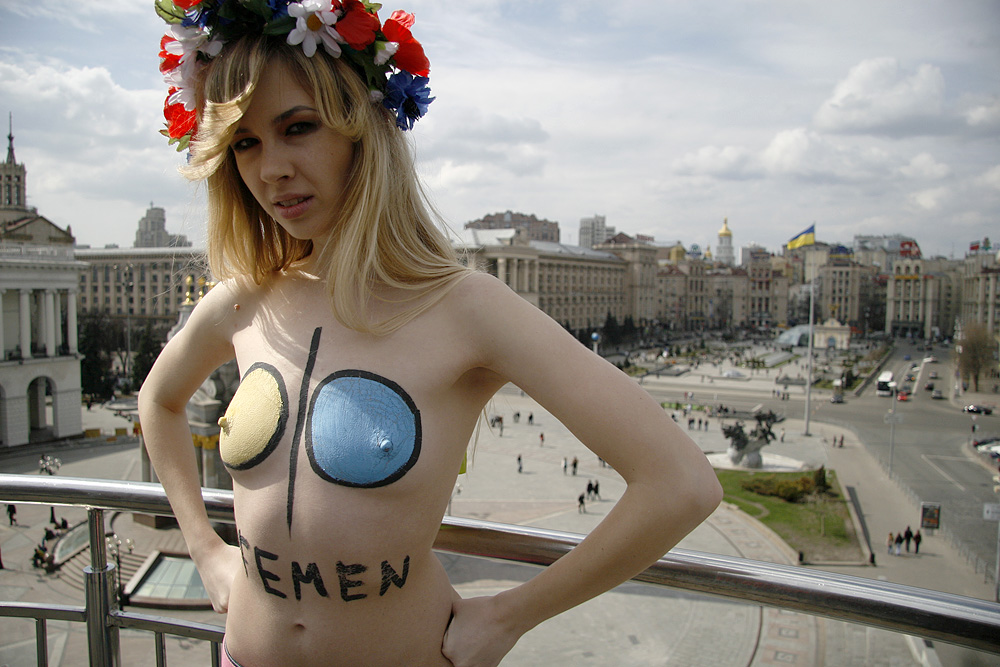
شيفتشينكو في 10 نيسان/أبريل 2010 خلال احتفال في كييف بمناسبة مرور سنتان على تأسيس فيمن

في أواخر عام 2011 قامت شيفتشينكو جنبا إلى جنب مع إينا شيفتشينكو وجينيا كاريزمان بالقيام باحتجاجات عديدة على الساحة الدولية. في 31 أكتوبر/تشرين الأول 2011 احتجت مجددا لكن هذه المرة دعما للخادمات ضد دومينيك ستراوس كان في باريس، في 5 تشرين الثاني/نوفمبر 2011 احتجت شيفتشينكو وصديقاتها ضد سيلفيو برلسكوني في روما،  ثم في اليوم التالي قاموا بالاحتجاج ضد البابا خارج سانت بيترز،  وفي 10 تشرين الثاني/نوفمبر من نفس العام نظموا احتجاجا كبيرا على البغاء في زيوريخ. في 9 كانون الأول/ديسمبر 2011 وصلت شيفتشينكو إلى موسكو حيث تظاهرت ضد فلاديمير بوتين خارج كاتدرائية المسيح المخلص.

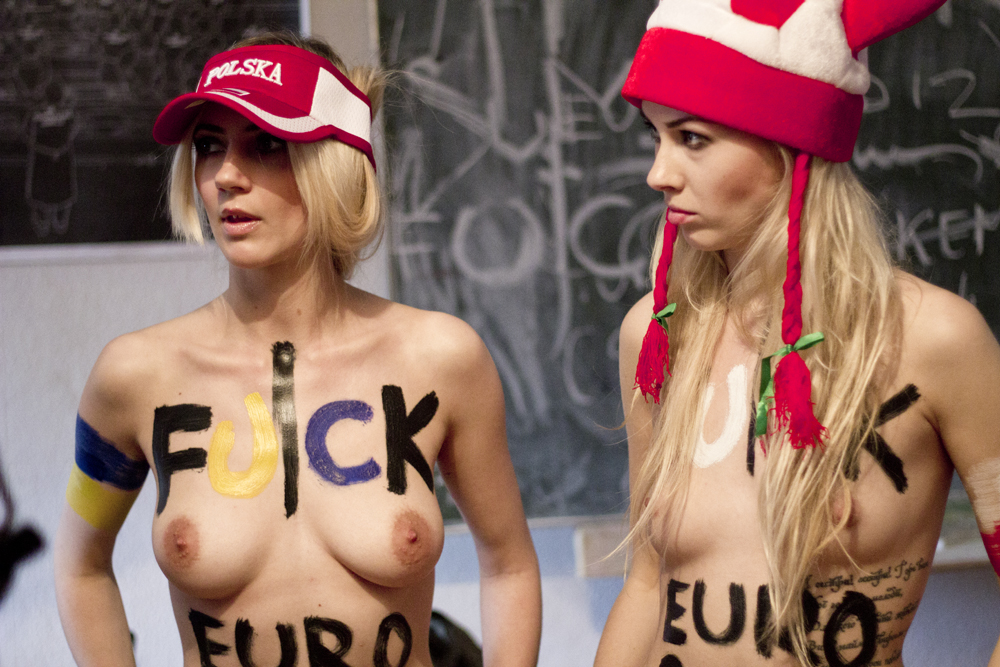
شيفتشينكو تستعد للقيام باحتجاجات مضادة في 8 حزيران/يونيو 2012

في عام 2013 أنشأت شيفتشينكو مرفق تدريب لفيمن في برلين بألمانيا.
في 9 شباط/فبراير 2013، احتجت شيفتشينكو ضد تشويه الأعضاء التناسلية للإناث في مهرجان برلين السينمائي حيث كتبت عبارة توقفوا عن تشويه مهبل البنات على صدرها العاري.
في 6 آذار/مارس 2013، أصدر نشطاء فيمن (بما في ذلك شيفتشينكو) بالتعاون مع الكاتبة الفرنسية جاليا أكرمان الكتاب الأول بعنوان «فيمن» وقد نُشر من قبل كالمان ليفي في فرنسا.
في أواخر آب/أغسطس 2013 ادعى زميل لشيفتشينكو وأعضاء آخرون في فيمن أنهم فروا من أوكرانيا خوفا على حياتهم وعلى حرياتهم.

## كتب
- تم إصدار كتاب لها بعنوان «فيمن» رفقة كل من جاليا أكرمان، آنا هوستل، أوكسانا شاشكو وإينا شيفتشينكو وقد نشر الكتاب من قبل كلامن ليفي (باريس 2013) حيث ضم 280 صفحة (ردمك 978-2702144589).[20]

## قائمة أفلام عنها
- "Nos seins, nos armes!" (بالعربية: صدورنا، أسلحتنا!) وهو فيلم وثائقي مدته ساعة واحدة و10 دقائق) من تأليف وإخراج كارولين فوريست ونادية الفاني وإنتاج شركة نيلايا للإنتاج، تم بث الفيلم على قناة فرنسا 2 بتاريخ 5 آذار/مارس 2013.[21]
- «كل يوم تمرد» وهو فيلم وثائقي أيضا (مدته ساعة واحدة و58 دقيقة)، من تأليف وإخراج على الرياحي، الإخوة أراش تي وعرمان الرياحي، تم عرض الفيلم في كل من النمسا، سويسرا وألمانيا عام 2013 أما العرض الأول فكان في مهرجان كوبنهاغن الدولي للأفلام الوثائقية في 13 تشرين الثاني/نوفمبر 2013.
- أوكرانيا ليست بيت دعارة

## روابط خارجية
- ألكسندرا شيفتشينكو على موقع IMDb (الإنجليزية)
- ألكسندرا شيفتشينكو على موقع قاعدة بيانات الفيلم (الإنجليزية)